# ミハル・ジュリシュ
ミハル・ジュリシュ（Michal Ďuriš 、1988年6月1日  - ）は、チェコスロバキア(現チェコ)・ウヘルスケー・フラジシュチェ出身のプロサッカー選手。スロバキア代表。ポジションは、フォワード。

## クラブ経歴
14歳でFKデュクラ・バンスカー・ビストリツァの下部組織に入団。2005年11月9日のMFKルジョムベロク戦でトップチームデビュー。
2010年8月、FCヴィクトリア・プルゼニに買い取りオプション付きで1年間期限付き移籍。28日のSKディナモ・チェスケー・ブジェヨヴィツェ戦で移籍後初出場。シーズンを通じ主力として活躍し、クラブ史上初のリーグ優勝に貢献した。UEFAチャンピオンズリーグ 2011-12プレーオフ・FCコペンハーゲンでゴールを挙げグループリーグ進出に貢献した。グループリーグのACミラン戦でもゴールを挙げた。
2017年1月27日、ロシアのFKオレンブルクへ移籍した。
2018年1月17日、アノルトシス・ファマグスタに期限付き移籍。7月6日に完全移籍となった。

## 代表歴
2012年8月15日に行われたデンマーク代表との親善試合で初キャップ。
2015年11月13日のスイス代表との親善試合で初ゴールを含む2ゴールを挙げた。2016年にフランスで開催されたUEFA EURO 2016の代表メンバーに選出され、決勝トーナメント1回戦のドイツ代表戦を含む3試合に出場した。

### ゴール
2018年3月22日現在
| No. | 開催日         | 開催地         | 対戦国           | スコア | 結果 | 大会                          |
| --- | -------------- | -------------- | ---------------- | ------ | ---- | ----------------------------- |
| 1   | 2015年11月13日 | トルナヴァ     | スイス           | 1–0    | 3–2  | 親善試合                      |
| 2   | 2015年11月13日 | トルナヴァ     | スイス           | 2–0    | 3–2  | 親善試合                      |
| 3   | 2015年11月17日 | ジリナ         | アイスランド     | 3–1    | 3–1  | 親善試合                      |
| 4   | 2016年5月29日  | アウクスブルク | ドイツ           | 2–1    | 3–1  | 親善試合                      |
| 5   | 2018年3月22日  | バンコク       | アラブ首長国連邦 | 2–0    | 2–1  | キングスカップ                |
| 6   | 2020年9月7日   | ネタニヤ       | イスラエル       | 1–0    | 1–1  | UEFAネーションズリーグ2020-21 |
| 7   | 2020年11月12日 | ベルファスト   | 北アイルランド   | 2–0    | 2–1  | UEFA EURO 2020予選            |

## タイトル

### プルゼニ
- カンブリヌス・リガ (3): 2010–11, 2012–13, 2015–16
- チェスキー・スーペルポハール (2): 2011, 2015